# Bidens oerstediana
Bidens oerstediana là một loài thực vật có hoa trong họ Cúc. Loài này được (Benth. ex Benth.) Sherff mô tả khoa học đầu tiên năm 1925.